# Mesteacăn (okręg Neamț)
Mesteacăn – wieś w Rumunii, w okręgu Neamț, w gminie Icușești. W 2011 roku liczyła 371 mieszkańców.